# Neuner (Fanesgruppe)
Der Neuner (auch Neuner Spitze; ladinisch Sas dles Nü oder früher auch Nönöres, italienisch Cima Nove) ist ein 2968 m hoher Hausberg von Wengen. Sein Name kommt daher, dass er – wie auch sein Nachbarberg Zehner – von Wengen eine Abschätzung der Tageszeit über den Sonnenstand erleichtert. Von dort aus gesehen steht die Sonne um neun Uhr über ihm. Der Neuner bildet einen Teil des Gebirgskamms zwischen dem Wengental und der Fanes-Hochfläche. Er liegt auf dem Gebiet des Naturparks Fanes-Sennes-Prags.  

## Neuner und Zehner

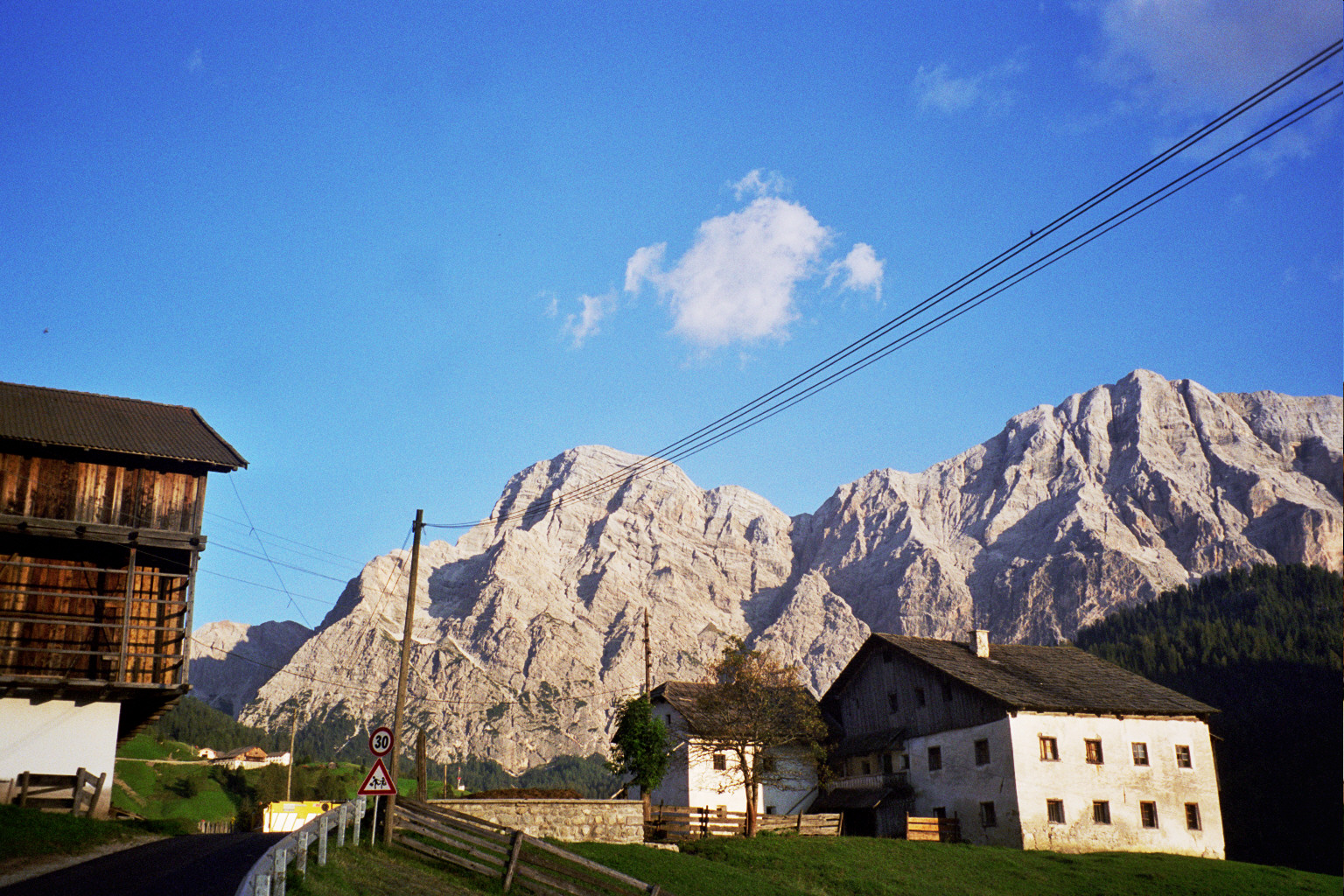
Neuner links und Zehner rechts – Miribun(g)
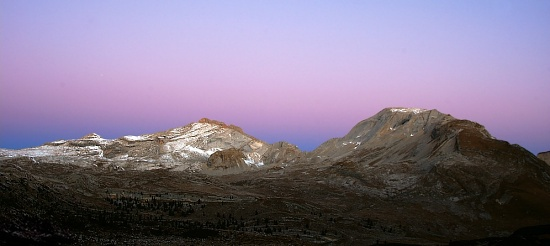
Neuner rechts, Zehner links von der Fanesseite